# Język kreolski luizjański
Język kreolski luizjański – język kreolski, który rozwinął się na terenie stanu Luizjana na bazie języka francuskiego pod silnym wpływem różnych języków afrykańskich. Blisko spokrewniony z haitańskim językiem kreolskim. Na poziomie gramatyki jest odmienny od dialektu języka francuskiego używanego w Luizjanie, tzw. Cajun French (fr. cadien). Według szacunków mówi nim mniej niż 10 tysięcy osób. Jego znajomość jest w zaniku, posługują się nim głównie przedstawiciele starszego pokolenia. Większość jego użytkowników zna także język angielski. Poważnie zagrożony wymarciem, nie jest przyswajany przez dzieci.